# Хронологија СФРЈ и СКЈ јул 1972.
Хронолошки преглед важнијих догађаја везаних за друштвено-политичка дешавања у Социјалистичкој Федеративној Републици Југославији (СФРЈ) и деловање Савез комуниста Југославије (СКЈ), као и општа политичка, друштвена, спортска и културна дешавања која су се догодила у току јул месеца 1972. године.
| ← јун · Хронологија СФРЈ и СКЈ током 1972. године · август → |

#### 2—6. јул
- У посети Алжиру боравила југословенска делегација коју је предводио председник Савезног извршног већа (СИВ) Џемал Биједић. Југословенска делегација је 5. јула присуствовала прослави десетогодишњице независности Алжира од Француске.

#### 3. јул
- Пуштена у рад деоница пруге Београд-Бар, од Ваљева до Титовог Ужица (део од Београда до Ваљева, изграђен је 1968, а читава пруга завршена је 1976. године).

#### 3—10. јул
- У посети Југославији боравила парламентарна делегација Арапске Републике Египта, коју је предводио председник Народне скупштине АР Египта Хафез Бадави. Током посете они су са представницима Савезне скупштине водили разговоре о актуелним међународним и билатералним односима. Египатску делегацију је 6. јула примио председник Републике Јосип Броз Тито.

#### 5. јул
- У Приштини одржана седница Покрајинског комитета Савеза комуниста Косова, којом је председавао председник Покрајинског комитета Махмут Бакали. На седници је усвојен програм активности у борби против антисоцијалистичких снага и појава.

#### 5—9. јул
- У пости Југославији боравио председник Републике Индије Венката Гири. Током посете он се на Брионима сурео са председником Републике Јосипом Брозом Титом, са којим је водио разговоре о билатералним односима и актуелним међународним проблемима. Они су навели да се општа безбедност и трајна решења за главне проблеме света могу постићи једино уз равноправно и конструктивно учешће свих мирољубивих земаља, на основу стриктног придржавања принципима независности, суверенитета и немешања у унутрашње ствари, као и уздржавања од претњи или употребе силе.

#### 6. јул
- На Брионима председник Републике Јосип Броз Тито примио председника Народне скупштине Арапске Републике Египта Хафеза Бадавија, који је боравио у посети Југославији.
- Председник Републике Јосип Броз Тито одликовао је Петра Стамболића Орденом југословенске велике звезде, поводом 60-ог рођендана и дугогодишњег револуционарног рада.

#### 7—9. јул
- У посети Југославији боравио државни секретар Сједињених Америчких Држава Вилијам Роџерс. Током посете он се 9. јула, на Брионима сусрео са председником Републике Јосипом Брозом Титом, са којим је водио разговоре о узајамним односима две земље и актуелним међународним проблемима.

#### 10. јул
- У Београду одржана седница Савезне конференције ССРН Југославије, на којој је разматрана верификација измена у делегацијама републичких конференција ССРН, а затим је размотрена међународна активност СК ССРНЈ и Предлог одлуке о формирању Комисије СК ССРНЈ за изборни систем и изборе.
- У Љубљани одржана 27 седница Централног комитета СК Словеније, на којој је анализирано остваривање самоуправног споразумевања и друштвеног договарања у расподели дохотка. На седници је донета одлука о оснивању Политичке школе ЦК СК Словеније, с циљем јачања идејно-политичког и марксистичког оспособљавања, као и одлука о променама у организацији СК Словеније којом су организације СК формиране у свакој Основној организацији удруженог рада (ООУР).

#### 10—12. јул
- У Москви одржано XXVI заседање Савета за узајамну економску помоћ (СЕВ), којем је у својству придруженеог члана учествовала и делегација СФРЈ. Југословенску делегацију је предводио председник СИВ-а Џемал Биједић, а током боравка у Москви он се сусрео и са Алексејем Косигином, председником Министарског савета Совјетског Савеза.

#### 11. јул
- На Брионима одржана 34 седница Председништва СКЈ на којој је разматрана активност СКЈ у борби против национализма. Уводно излагање на седници поднео је члан Извршног бироа Председништва СКЈ Тодо Куртовић. На седници су донети закључци о актуелним задацима СКЈ у борби против национализма у којима се, између осталог, истиче да се у разматрању ових питања пошло од чињенице да национализам и у условима социјалистичког самоуправљања, као и у свим етапама социјалистичке револуције, има дубоко реакционарну и контрареволуционарну суштину.

#### 12. јул
- Одржана заједничка седница Председништва СФРЈ и Председништва СКЈ, на којој је председник Републике Јосип Броз Тито поднео извештај о својим посетама Совјетском Савезу и Пољској и разговорима са првим секретаром ЦК КПСС Леонидом Брежњевим и првим секреатром ЦК ПУРП Едвардом Грејеком, као и о разговорима са председником Државног савета Румуније и генералним секретаром ЦК РКП Николајем Чаушеском, председником Централноафричке Републике Жан-Бадел Бокасом, царем Етипије Хајлем Селасијем и председником Индије Венкатом Гиријем.

#### 14—19. јул
- У посети Југославији боравио принц Нородом Сиханук, свргнути краљ Камбоце и председник Уједињеног националног фронта Камбоџе. Током посете он се 17. јула сусрео са председником Републике Јосипом Брозом Титом, са којим је на броду „Галеб“ водио разговоре у којима је истакнут историјски значај борбе народа Индокине за признање легитимних права на слободу, независност и самостално решавање своје судбије, као саставног дела борбе за одбрану независности и мира у целом свету. Истог дана они су посетили Сплит, а 19. јула су на Брионима водили завршне разговоре.

#### 14—21. јул
- У посети Арапској Републици Сирији боравила делегација ССРНЈ и СКЈ коју је предводио Осман Карабеговић.

#### 16—19. јул
- У посети Великом Војводству Луксембург боравила делегација Савезне скупштине.

#### 18. јул
- У Београду одржана седница Председништва Социјалистичке омладине Југославије (СОЈ), на којој су разматране припреме за IX конгрес СОЈ (одржан у новембру 1974) и задаци Конференције СОЈ и њених органа у припреми Треће конференције СКЈ.
- У Загребу одржана 29 седница ЦК СК Хрватске, на којој се расправљало о привредним проблемима и провођењу уставних амандмана. На седници је формирана Комисија за припрему Седмог конгреса СКХ (одржан у марту 1974).

#### 20. јул
- У Приштини на седници свих већа Скупштине Социјалистичке Аутономне Покрајине Косова усвојен План друштвеног развоја покрајине до 1971. до 1972. године.

#### 21. јул
- На Брионима председник Републике Јосип Броз Тито примио члана Председништва СФРЈ из СР Босне и Херцеговине Ратка Дугоњића, који је 1. августа у складу са Уставом преузео функцију потпредседника Председништва СФРЈ.
- На Брионима председник Републике Јосип Броз Тито примио државно-партијску делегацију СР Црне Горе, коју су предовидили Веселин Ђуретић и Видоје Жарковић, од које је био информисан о актуелној политичко-економској ситуацији у овој републици.

#### 24. јул
- Јавности Југославије издато саопштење органа унутрашњих послова о убацивању деветнаесточлане групе усташких терориста, тзв припадника „Бугојанске групе“, у СФРЈ односно на подручје планине Радуше у СР БиХ.
- У посету Југославији, као специјални гост председника Републике Јосипа Броза Тита и његове супруге Јованке, дошла Тахија Насер, супруга покојног египатског председника Гамала Абдела Насера.

#### 26. јул—2. август
- У римском амфитеатру у Пули одржан XIX „Фестивал југословенског филма“, током којег је приказано 24 домаћих филмова. Одлуком жирија за најбољи филм проглашен је филм „Мајстор и Маргарита“, редитеља Александра Саше Петровића. Награду „Златну арену“ добили су: Александар Саша Петровић за режију филма „Мајстор и Маргарита“; Славко Јаневски, Панде Тошковски и Ватрослав Мимица за сценарио филма „Македонски део пакла“; Божидарка Фрајт за главну женску улогу у филму „Жива истина“; Бата Живојиновић за главну мушку улогу у филмовима „Мајстор и Маргарита“ и „Трагови црне девојке“; Мишо Самоиловски за сниматељски рад у филму „Пуцањ“; Корнелије Ковач за музику у филму „Без“ и Властимир Гаврик за сценографију у филмовима „Мајстор и Маргарита“ и „Дан дужи од истине“.

#### 28. јул
- У Загребу Извршно веће Сабора СР Хрватске издало саопштење јавности о ликвидацији усташке терористичке групе из Аустралије, која се преко Аустрије пребацила у Југославију.
- У Велој Луци, на острву Корчули изненада умро Северин Бијелић (1921—1972), филмски и позоришни глумац. Сахрањен је у Алеји заслужних грађана на Новом гробљу у Београду.